# الدوري الإيراني الدرجة الثانية 1994–95
الدوري الإيراني الدرجة الثانية 1994–95 هو موسم من الدوري الإيراني الدرجة الثانية. فاز فيه نادي بلي أكريل أصفهان لكرة القدم.